# Liste der Alpen in Dornbirn
Die Liste der Alpen in Dornbirn führt die bestehenden und ehemaligen Alpen auf dem Gemeindegebiet der Vorarlberger Gemeinde Dornbirn an.
| Foto                                 | Alpe                                | Standort              | Beschreibung |
| ------------------------------------ | ----------------------------------- | --------------------- | --- |
| Alpe Achrain                         | Alpe Achrain                        | Dornbirn Standort     | Die Alpe Achrain ist eine ehemalige Alpe in 1179 m Höhe. |
| Alpe Altenhof in Ebnit I (Dornbirn)  | Alpe Altenhof                       | KG: Ebnit I Standort  | Die Alpe Altenhof bzw. Alter Hof ist eine Alpe in 1600 m Höhe. |
| Alpe Ammenegg in Dornbirn (Dornbirn) | Alpe Ammenegg                       | KG: Dornbirn Standort | Die Alpe Ammenegg ist eine Alpe in 883 m Höhe. |
| Alpe Binnel in Ebnit I (Dornbirn)    | Alpe Binnel                         | KG: Ebnit I Standort  | Die Alpe Binnel ist eine Alpe in 1724 m Höhe. |
| BW                                   | Alpe Bocksberg                      | Dornbirn Standort     | Die Alpe Bocksberg ist eine Alpe in 1464 m Höhe. |
| Alpe Bockshang in Ebnit I (Dornbirn) | Alpe Bockshang                      | KG: Ebnit I Standort  | Die Alpe Bockshang ist eine Alpe in 1340 m Höhe. |
| BW                                   | Alpe Büla                           | Dornbirn Standort     | Die Alpe Büla ist eine Alpe in 922 m Höhe. |
| Alpe Fluhereck                       | Alpe Fluhereck                      | Dornbirn Standort     | Die Alpe Fluhereck, auch Lucheregg oder Pfarrers Älpele genannt, ist eine Alpe in 1210 m Höhe. |
| Alpe Gschwendt                       | Alpe Gschwendt                      | Dornbirn Standort     | Die Alpe Gschwendt ist eine Alpe in 1249 m Höhe. |
| Alpe Gunzmoos                        | Alpe Gunzmoos                       | Dornbirn Standort     | Die Alpe Gunzmoos ist eine Alpe in 1089 m Höhe. |
| BW                                   | Alpe Haslach                        | Dornbirn Standort     | Die Alpe Haslach ist eine Alpe in 1242 m Höhe. |
|                                      | Alpe Hasengehrach                   | Dornbirn Standort     | Die Alpe Hasengehrach (auch Hasengerach) ist eine Alpe in 1205 m Höhe. |
| BW                                   | Alpe Heumöser                       | Dornbirn Standort     | Die Alpe Heumöser ist eine Alpe in 1073 m Höhe. |
| Alpe Hinterberg                      | Alpe Hinterberg                     | Dornbirn Standort     | Die Alpe Hinterberg ist eine Alpe in 1379 m Höhe. |
| Alpe Hinterer und Oberer Spätenbach  | Alpe Hinterer und Oberer Spätenbach | Dornbirn Standort     | Die Alpe Hinterer und Oberer Spätenbach ist eine Alpe in 842 m Höhe. |
| BW                                   | Alpe Hintermellen                   | Dornbirn Standort     | Die Alpe Hintermellen ist eine Alpe in 1450 m Höhe. |
| BW                                   | Alpe Hinterschanern                 | Dornbirn Standort     | Die Alpe Hinterschanern ist eine Alpe in 908 m Höhe. |
| Alpe Ilgenwald                       | Alpe Ilgenwald                      | Dornbirn Standort     | Die Alpe Ilgenwald ist eine Alpe in 1140 m Höhe. |
| BW                                   | Alpe Jägerswald                     | Dornbirn Standort     | Die Alpe Jägerswald ist eine Alpe in 1219 m Höhe. |
| BW                                   | Alpe Kobel                          | Dornbirn Standort     | Die Alpe Kobel ist eine Alpe in 972 m Höhe. |
| BW                                   | Alpe Körb                           | Dornbirn Standort     | Die Alpe Körb ist eine Alpe in 1532 m Höhe. |
| Alpe Kühberg                         | Alpe Kühberg                        | Dornbirn Standort     | Die Alpe Kühberg ist eine Alpe in 950 m Höhe. |
| BW                                   | Alpe Langer Sack                    | Dornbirn Standort     | Die Alpe Langer Sack ist eine Alpe in 1210 m Höhe. |
| Alpe Laubach                         | Alpe Laubach                        | Dornbirn Standort     | Die Alpe Laubach ist eine Alpe in 1201 m Höhe. |
| BW                                   | Alpe Lindach                        | Dornbirn Standort     | Die Alpe Lindach ist eine Alpe in 1140 m Höhe. |
| BW                                   | Alpe Lindenbach                     | Dornbirn Standort     | Die Alpe Lindenbach ist eine Alpe in 1068 m Höhe. |
| BW                                   | Alpe Müsel                          | Dornbirn Standort     | Die Alpe Müsel ist eine Alpe in 1319 m Höhe. |
| BW                                   | Alpe Nest                           | Dornbirn Standort     | Die Alpe Nest ist eine Alpe in 1200 m Höhe. |
| BW                                   | Alpe Oberbruderthan                 | Dornbirn Standort     | Die Alpe Oberbruderthan ist eine Alpe in 1486 m Höhe. |
| BW                                   | Alpe Obermörzel                     | Dornbirn Standort     | Die Alpe Obermörzel ist eine Alpe in 1664 m Höhe. |
|                                      | Alpe Obersehren                     | Dornbirn Standort     | Die Alpe Obersehren ist eine Alpe in 1519 m Höhe. |
| BW                                   | Alpe Obersturm                      | Dornbirn Standort     | Die Alpe Obersturm ist eine Alpe in 1380 m Höhe. |
| BW                                   | Alpe Oswald                         | Dornbirn Standort     | Die Alpe Oswald war eine Alpe in 1113 m Höhe. Auf den historischen Orthofotos des Vorarlberger Geographischen Informationssystems ist sie in den 1950er Jahren noch erkennbar, in den 1970er Jahren nicht mehr vorhanden. |
| BW                                   | Alpe Rechen                         | Dornbirn Standort     | Die Alpe Rechen ist eine Alpe in 1410 m Höhe. |
| Alpe Sattel                          | Alpe Sattel                         | Dornbirn Standort     | Die Alpe Sattel ist eine Alpe in 1163 m Höhe. |
| Säckalpe                             | Alpe Säck                           | Dornbirn Standort     | Die Alpe Säck ist eine Alpe in 1085 m Höhe. |
| BW                                   | Alpe Schneewald                     | Dornbirn Standort     | Die Alpe Schneewald ist eine Alpe in 1303 m Höhe. |
| BW                                   | Alpe Schönenwald                    | Dornbirn Standort     | Die Alpe Schönenwald ist eine Alpe in 1390 m Höhe. |
| Alpe Schönermann                     | Alpe Schönermann                    | Dornbirn Standort     | Die Alpe Schönermann ist eine Alpe in 1383 m Höhe. |
| Alpe Schwende                        | Alpe Schwende                       | Dornbirn Standort     | Die Alpe Schwende ist eine Alpe in 966 m Höhe. |
| Alpe Staufen                         | Alpe Staufen                        | Dornbirn Standort     | Die Alpe Staufen ist eine Alpe in 1098 m Höhe. |
| Alpe Süns                            | Alpe Süns                           | Dornbirn Standort     | Die Alpe Süns ist eine Alpe in 1764 m Höhe. |
| BW                                   | Alpe Unteralp                       | Dornbirn Standort     | Die Alpe Unteralp ist eine Alpe in 1434 m Höhe. |
| BW                                   | Alpe Unterbruderthan                | Dornbirn Standort     | Die Alpe Unterbruderthan ist eine Alpe in 1309 m Höhe. |
| Alpe Unterfluh                       | Alpe Unterfluh                      | Dornbirn Standort     | Die Alpe Unterfluh ist eine Alpe in 1184 m Höhe. |
| BW                                   | Alpe Untermörzel                    | Dornbirn Standort     | Die Alpe Untermörzel ist eine Alpe in 1440 m Höhe. |
| Alpe Untersehren                     | Alpe Untersehren                    | Dornbirn Standort     | Die Alpe Untersehren ist eine Alpe in 1297 m Höhe. |
| BW                                   | Alpe Vorderschanern                 | Dornbirn Standort     | Die Alpe Vorderschanern ist eine Alpe in 940 m Höhe. |
| BW                                   | Alpe Vorderer Spätenbach            | Dornbirn Standort     | Die Alpe Vorderer Spätenbach ist eine ehemalige Alpe in 707 m Höhe. |
| BW                                   | Alpe Valors                         | Dornbirn Standort     | Die Alpe Valors ist eine Alpe in 1302 m Höhe. |
| BW                                   | Alpe Vordermellen                   | Dornbirn Standort     | Die Alpe Vordermellen ist eine Alpe in 1518 m Höhe. |
| BW                                   | Alpe Walenlitten                    | Dornbirn Standort     | Die Alpe Walenlitten ist eine Alpe in 1735 m Höhe. |
| BW                                   | Alpe Wäldle                         | Dornbirn Standort     | Die Alpe Wäldle ist eine Alpe in 1023 m Höhe. |
| Alpe Weißenfluh                      | Alpe Weißenfluh                     | Dornbirn Standort     | Die Alpe Weißenfluh ist eine Alpe in 1368 m Höhe. |
| BW                                   | Alpe Wiesberg                       | Dornbirn Standort     | Die Alpe Wiesberg ist eine ehemalige Alpe in 1374 m Höhe. |

| Legende      | Legende |
| ------------ | --- |
| Foto:        | Fotografie der Alpe (Gesamtheit). Klicken des Fotos erzeugt eine vergrößerte Ansicht. Daneben finden sich zwei Symbole:                         |
| Name:        | Bezeichnung der Alpe laut offiziellen Quellen                                                                                                   |
| Standort:    | Es ist die Katastralgemeinde (KG) angegeben. Durch Aufruf des Links Standort wird die Lage der Alpe in verschiedenen Kartenprojekten angezeigt. |
| Beschreibung | Kurze Beschreibung der Alpe |